# Purdiaea
Purdiaea é um género botânico pertencente à família Clethraceae.
1. ↑  «Purdiaea — World Flora Online». www.worldfloraonline.org. Consultado em 19 de agosto de 2020